# Kierwik
Kierwik (deutsch Kurwig, 1938 bis 1945 Kurwick) ist ein kleiner Ort in der polnischen Woiwodschaft Ermland-Masuren und gehört zur Gmina Świętajno (Landgemeinde Schwentainen, 1938 bis 1945 Altkirchen (Ostpr.)) im Powiat Szczycieński (Kreis Ortelsburg).

## Geographische Lage
Kierwik liegt am Westufer des Kurwig-Sees (1938 bis 1945 Kurwick-See, polnisch Jezioro Kierwik) in der südlichen Mitte der Woiwodschaft Ermland-Masuren, 26 Kilometer östlich der Kreisstadt Szczytno (deutsch Ortelsburg).

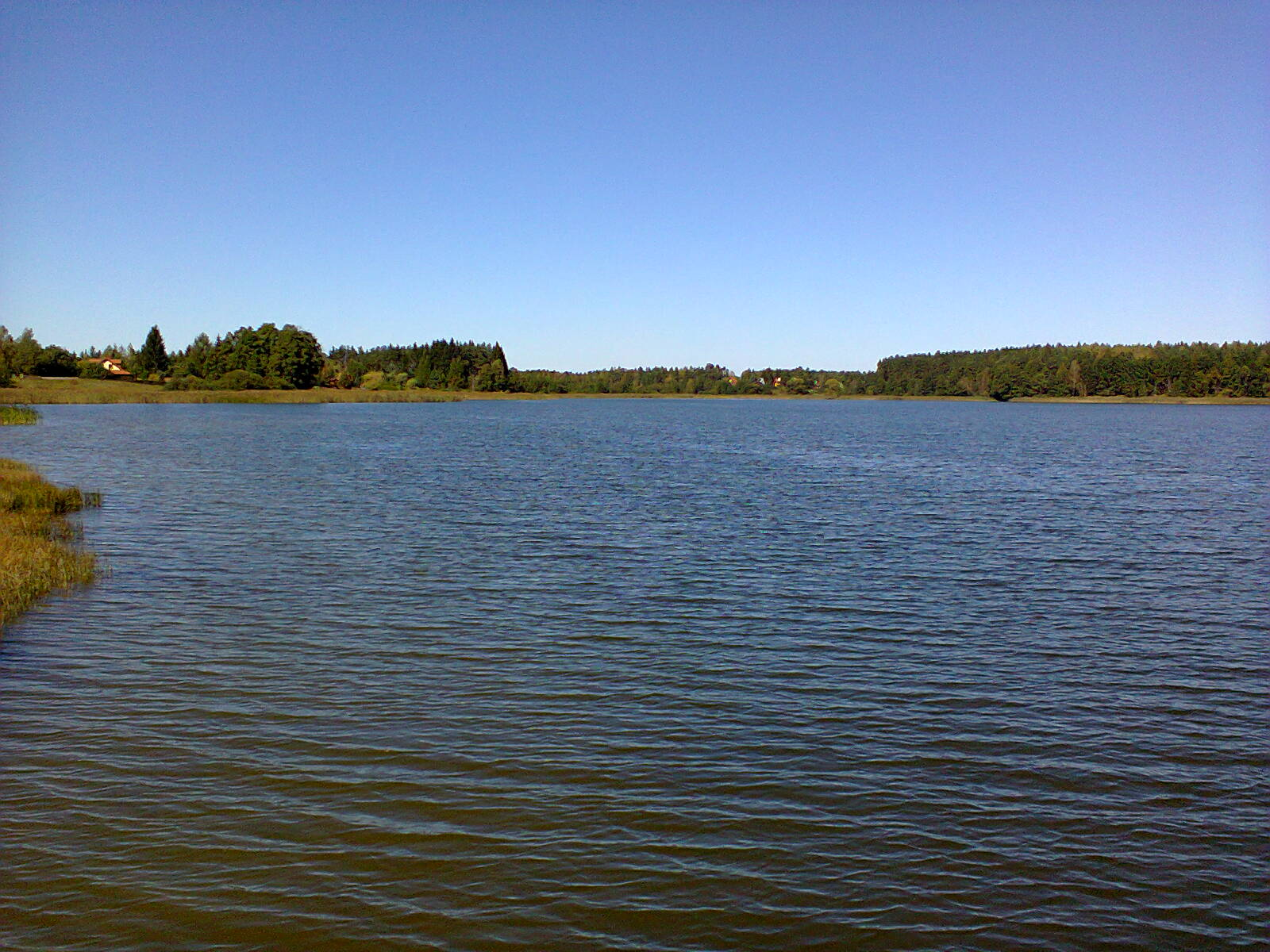
Blick auf den Kurwig-/Kurwick-See (Jez. Kierwik)

## Geschichte
Das „Gütchen Kurwig“ (vor 1820 Kurwik, nach 1820 bis 1898 Groß Kurwick) wurde im Jahre 1650 den Beutnern Martzinzik und Guseck verschrieben. 1781 wurden die Vermögensverhältnisse allerdings als sehr elend bezeichnet. Ab 1892 war Kurwig (oftmals auch Kurwigk) ein Wohnplatz innerhalb der Gemeinde Puppen (polnisch Spychowo) im ostpreußischen Kreis Ortelsburg.
1945 wurde Kurwick in Kriegsfolge mit dem gesamten südlichen Ostpreußen an Polen überstellt. Der Ort erhielt die polnische Namensform „Kierwik“ und ist heute eine Ortschaft innerhalb der Gmina Świętajno (Schwentainen, 1938 bis 1945 Altkirchen (Ostpr.)) im Powiat Szczycieński (Kreis Ortelsburg), bis 1998 der Woiwodschaft Olsztyn, seither der Woiwodschaft Ermland-Masuren zugehörig.

## Kirche
Bis 1945 war Kurwig/Kurwick in die evangelische Kirche Puppen in der Kirchenprovinz Ostpreußen der Kirche der Altpreußischen Union sowie in die römisch-katholische Kirche in Ortelsburg im Bistum Ermland eingepfarrt. Heute gehört Kierwik katholischerseits zur Kirche der Mutter Gottes von der immerwährenden Hilfe in Spychowo im jetzigen Erzbistum Ermland, evangelischerseits zur Kirche in Szczytno in der Diözese Masuren der Evangelisch-Augsburgischen Kirche in Polen.

## Verkehr
Kierwik liegt an einer Nebenstraße, die bei Spychowo (Puppen) von der Landesstraße 59 abzweigt und über Bystrz (1938 bis 1945 Brücknersmühl) nach Koczek (Waldersee) führt. Spychowo ist außerdem die nächste Bahnstation und liegt an der Bahnstrecke Olsztyn–Ełk (deutsch Allenstein–Lyck).